# Psapharochrus lateralis
Psapharochrus lateralis är en skalbaggsart som först beskrevs av Bates 1861.  Psapharochrus lateralis ingår i släktet Psapharochrus och familjen långhorningar.
Artens utbredningsområde är:
- Guyana.
- Surinam.

Inga underarter finns listade i Catalogue of Life.